# モスリン

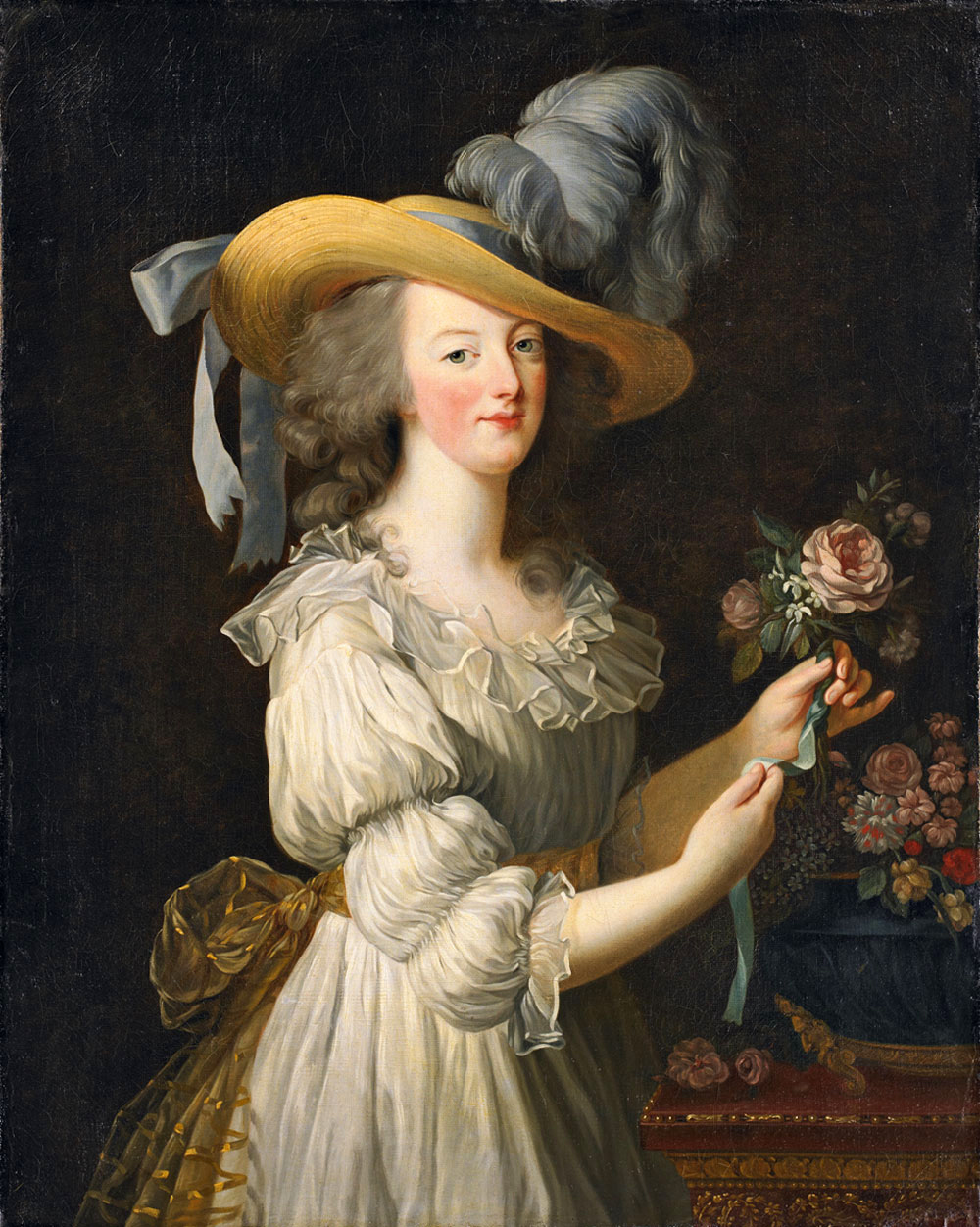
スキャンダルを呼んだマリー・アントワネットのシュミーズドレス（1783年）

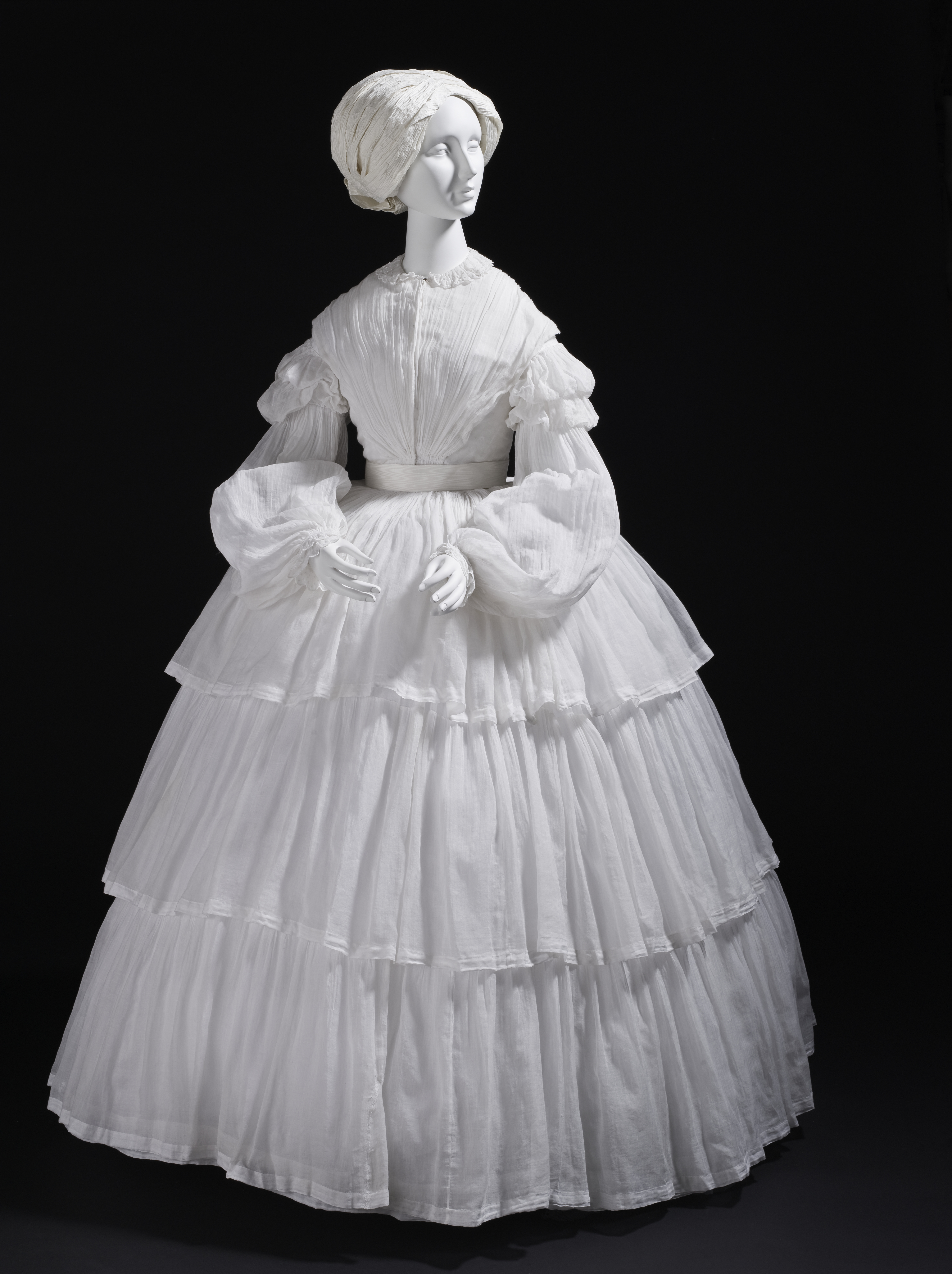
モスリンのドレスに身を包んだヨーロッパの女性（1855年）

モスリン（フランス語: mousseline、英語: muslin）とは、木綿や羊毛などの梳毛糸を平織りにした薄地の織物の総称。名称はメソポタミアのモースルに由来するとも、そのふんわりとした風合いを示すフランス語のムースに由来するとも言う。ヨーロッパではモスリンは薄手の綿織物を指し、またアメリカ合衆国ではキャラコのことをモスリンと呼ぶ。日本語では先行して流入した毛織物のメリンスとの混同があって、主に毛織物をモスリンと呼び、「毛斯倫」や「毛斯綸」などと宛字される場合もある。

## 欧米におけるモスリン
モースル産の絹織物は古くから有名であったが、これとモスリンに直接の関係はない。17世紀にイギリス東インド会社やオランダ東インド会社等によって、インド亜大陸のダッカ（現バングラデシュ）等で産出される、白く柔らかい平織の綿織物がヨーロッパにもたらされると、これがムスリンやモスリンと呼ばれるようになった。次第にヨーロッパの織物工場でも模倣した布地が産出されるようになり、木綿が安価に供給されるようになったこともあって、次第に麻織物にとってかわっていった。
モスリンは、はじめはペチコートやエプロン、カーチーフ等に用いられ、またルソーの影響下に子供の服飾に適切な生地として推奨された。1770年代頃よりイギリスやフランスで田園風のスタイルとして白いモスリン製のシュミーズドレスが流行し、世紀末から19世紀初頭には新古典主義ドレスに発展した。モスリンドレスの流行は1825年頃には收束したが、それ以降も若い女性や子供の服飾生地としてモスリンは好まれた。20世紀初頭にはモスリンを含む綿製ドレスの再流行があり、モスリンの一種もしくは類似するものとしてモール (mull) やネーンスック、オーガンジー等が多用されるようになった。

## 日本におけるモスリン
日本には近世以降、ポルトガルやオランダ等の貿易船経由でさまざまな布地や服飾が流入していたが、その中でも毛織物はゴロフクレン（呉絽服連、オランダ語: grofgrein）や、これを略してゴロ（江戸の俗語）、フクレンまたはフクリン（京阪の俗語、服綸、幅綸）と呼ばれ、唐縮緬（とうちりめん）、略して唐縮（とうちり、とうち）とも呼ばれた。
明治時代に入り、貿易が活発化し、日本人の洋装化も進行すると、メリノ種の羊毛等で織った柔らかい薄手の毛織物が多く輸入されるようになり、これをメリンス（メレンス、オランダ語・スペイン語: merinos）と呼んだ。次第に「モスリン」との混同が起き、明治時代後半頃からはこれをもっぱらモスリン（毛斯綸）、略してモス等と呼ぶようになった。後に綿織物のモスリンも流入したので、1920年代頃から、毛織物を「本モスリン」、綿織物を「綿モスリン」または「新モスリン」、「新モス」等と呼んで区別するようになった。また、シフォンを「絹モスリン」とも称する。
毛織物のモスリン（メリンス）は薄地で柔らかくあたたかい素材として好まれ、普段用の和服や冬物の襦袢、半纏の表、軍服（夏服・夏衣）などに用いられ、伝統的な染色技法である友禅を施した友禅メリンスも流行した。政府主導で国内の羊毛工業も始まり、最初は紡毛毛織物の生産が中心であったが、次第に梳毛毛織物の生産も始まり、輸入羊毛への関税が撤廃（明治29年法律第58号）された1896年（明治29年）には、松本重太郎の毛斯綸紡績や東京モスリン紡織等が相次いで創業した。モスリンはラシャやフランネルよりも生産速度が早いこと等から興隆し、日本の毛織物生産の中心となっていった。日露戦争後には、原糸生産から一貫した国内生産が可能になり、日本毛織もモスリン製造に乗り出して業界最大手となった。第一次世界大戦による不況の影響で業績悪化もあったものの、その後回復し、毛織物の国内自給だけでなく、輸出も行われるようになり、綿紡績会社も毛織物業に進出した。神崎川を越えて大阪市淀川区と兵庫県尼崎市戸ノ内町を結ぶ橋の一つに「毛斯倫大橋」があるが、この名称は初代の橋が毛斯倫紡績株式会社が掛けた私橋だったことによる。
しかし、太平洋戦争に突入すると、原毛の輸入が困難になり、モスリン製造業は縮小を余儀なくされた。1937年10月の「繊維製品の使用制限」公布もあり、羊毛製品にはステープル・ファイバー（スフ）の混入が命じられた。戦後は生産量を戻したが、合成繊維の登場により、毛織物には虫がつきやすいことなどから、モスリンの需要は減り、今日ではほとんど流通しておらず、目にする機会は少なくなっている。なお、「新モス」は108センチメートル幅の布を縦に3分割した、幅36センチメートル、長さ10.7メートル、または21.4メートルの単位で販売され、さらしと同様に、着物の下着用、裏地用や、ふんどしに使われる場合が多い。